# Błonkoskrzydłe
Błonkoskrzydłe, błonkówki (Hymenoptera) – rząd owadów obejmujący ponad 153 tys. opisanych gatunków występujących na całym świecie, z wyjątkiem rejonów polarnych. Najwięcej gatunków spotyka się w krajach tropikalnych. Do błonkówek należą m.in. pszczoły, osy, mrówki, pilarzowate, gąsieniczniki, bleskotki i trzpiennikowate.
Błonkówki pojawiły się prawdopodobnie w karbonie, a większość obecnie żyjących dużych grup, jak również wiele wymarłych, powstało w jurze. Rząd błonkówek dzieli się na dwa podrzędy: rośliniarek (Symphyta) oraz stylikowców (Apocrita). Stanowią grupę siostrzaną dla wszystkich rzędów skrytoskrzydłych.

## Wygląd
Wielkość ciała błonkówek jest bardzo zróżnicowana. Trzy gatunki uznawane za najmniejsze owady świata - Dicopomorpha echmepterygis, Megaphragma caribea i Megaphragma mymaripenne - należą właśnie do tego rzędu. Do bardzo dużych gatunków należy np. Pelecinus polyturator który może osiągać 6 cm długości. Dorosłe owady większości gatunków mają 2 pary błoniastych, przezroczystych skrzydeł nierównej wielkości (przednia para większa od tylnej), połączonych podczas lotu specjalnymi haczykami oraz narządy gębowe typu gryząco-liżącego. Na końcu odwłoka samic znajduje się pokładełko, u żądłówek przekształcone w żądło. Czułki mają 9 lub więcej członów, czasami ostatnie są mniej lub bardziej zlane ze sobą.

## Systematyka
Do rzędu błonkówek należy ponad 125 tysięcy opisanych gatunków, a ich całkowita liczba szacowana jest na milion lub więcej. Dzieli się je na 2 podrzędy i 22 nadrodziny:
- podrząd: rośliniarki (Symphyta)
  - nadrodzina: okrzeszowce (Xyeloidea)
  - nadrodzina: osnujowce (Pamphilioidea, syn. Megalodontidea)
  - nadrodzina: pilarzowe (Tenthredinoidea)
  - nadrodzina: trzpiennikowce (Siricoidea)
  - nadrodzina: Xiphydroidea
  - nadrodzina: ździeblarzowce (Cephoidea)
  - nadrodzina: wnikowce (Orussoidea)

- podrząd: trzonkówki, stylikówki, stylikowce lub stylikoodwłokowe (Apocrita)
  - grupa: owadziarki (Terebrantia, Terebrantes lub Parasitica)
    - nadrodzina: dwojarki (Ceraphronoidea)
    - nadrodzina: bleskotki (Chalcidoidea)
    - nadrodzina: galasówki (Cynipoidea)
    - nadrodzina: skrócienie (Evanioidea)
    - nadrodzina: gąsieniczniki (Ichneumonoidea)
    - nadrodzina: Megalyroidea
    - nadrodzina: Mymarommatoidea
    - nadrodzina: Platygastroidea
    - nadrodzina: tybelaki (Proctotrupoidea)
    - nadrodzina: Serphitoidea
    - nadrodzina: Stephanoidea
    - nadrodzina: przydanki (Trigonaloidea)

  - grupa: żądłówki (Aculeata)
    - nadrodzina: złotolitki (Chrysidoidea)
    - nadrodzina: osy (Vespoidea)
    - nadrodzina: Apoidea
      - seria: grzebaczokształtne (Spheciformes)
      - seria: pszczołokształtne (Apiformes)